# Abronia martindelcampoi
Abronia martindelcampoi (червоногуба абронія) — вид веретільницеподібних ящірок родини веретільницевих (Anguidae). Ендемік Мексики. Вид названий на честь мексиканського герпетолога Рафаеля Мартіна дель Кампо.

## Поширення і екологія
Червоногубі абронії мешкають в горах Південної Сьєрра-Мадре в штаті Герреро. Вони живуть в гірських сосново-дубових лісах, на висоті від 2100 до 2600 м над рівнем моря. Ведуть деревний спосіб життя.

## Збереження
МСОП класифікує цей вид як такий, що перебуває під загрозою зникнення. Abronia martindelcampoi загрожує знищення природного середовища.